# Philygria flavitarsis
Philygria flavitarsis är en tvåvingeart som beskrevs av Ichiro Miyagi 1977. Philygria flavitarsis ingår i släktet Philygria och familjen vattenflugor. Inga underarter finns listade i Catalogue of Life.